# Montjoi (Tarn-et-Garonne)
Montjoi ist eine französische Gemeinde mit 171 Einwohnern (Stand 1. Januar 2022) im Département Tarn-et-Garonne in der Region Okzitanien. Sie gehört zum Kanton Valence und zum Arrondissement Castelsarrasin. 
Sie grenzt im Westen an Saint-Maurin, im Norden an Bourg-de-Visa, im Nordosten an Brassac, im Südosten und im Süden an Castelsagrat und im Südwesten an Perville.

## Bevölkerungsentwicklung
| Jahr      | 1962 | 1968 | 1975 | 1982 | 1990 | 1999 | 2008 | 2015 |
| --------- | ---- | ---- | ---- | ---- | ---- | ---- | ---- | ---- |
| Einwohner | 296  | 280  | 226  | 221  | 178  | 177  | 182  | 167  |